# Sociedad Mallorquina de Tranvías

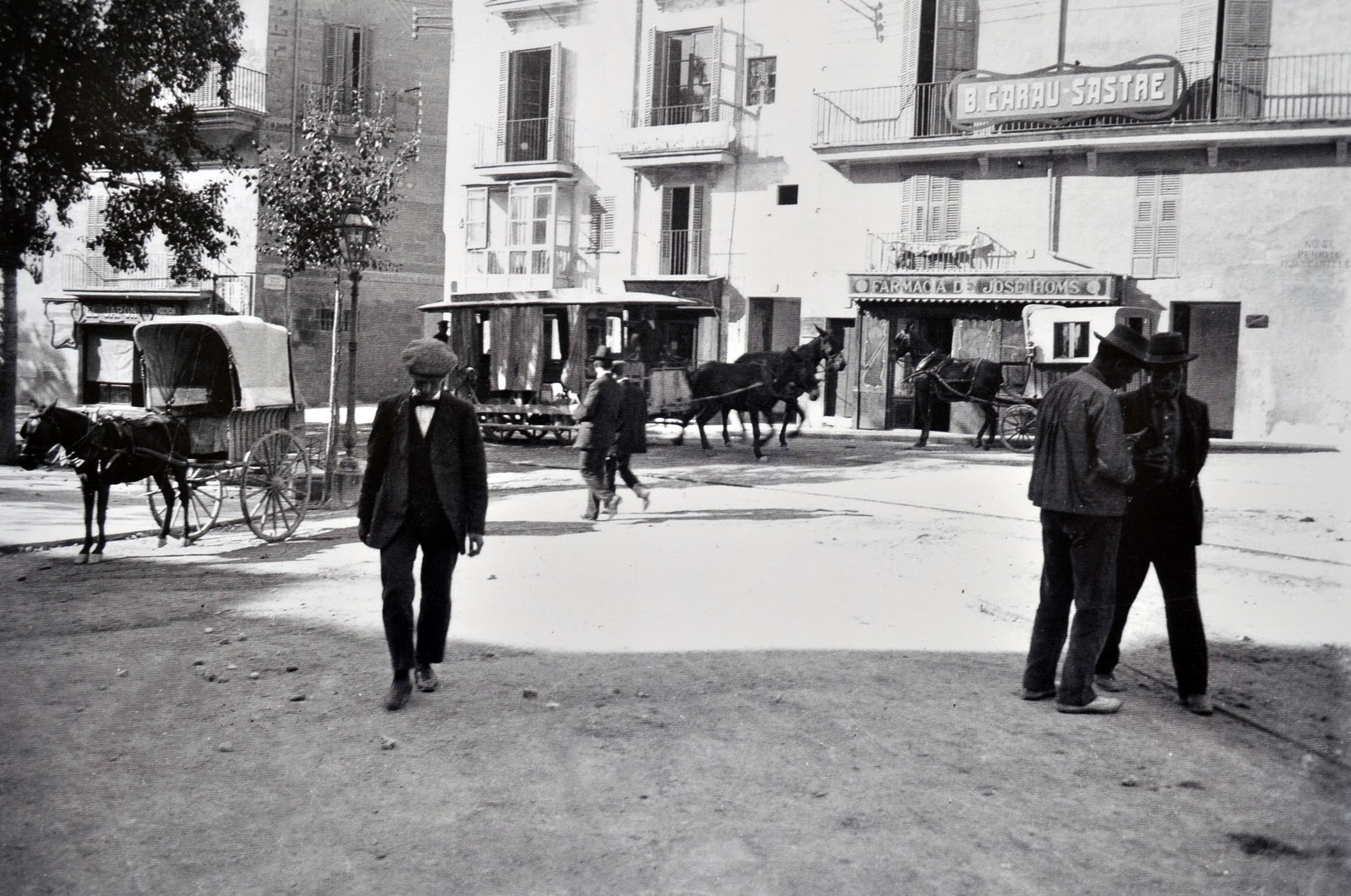
Straßenbahn in Palma de Mallorca, 1914

Die Sociedad Mallorquina de Tranvías (S.M.T.) war das erste Unternehmen des öffentlichen Verkehrsnetzes in der Stadt Palma und zugleich der Beginn des öffentlichen Personenverkehrs auf der Baleareninsel Mallorca.

## Geschichte
1891 wurde die Straßenbahngesellschaft SMT gegründet. Diese nahm ihren Betrieb mit zwölf in Liverpool erworbenen und von Maultieren der Rasse Mallorquina gezogenen Straßenbahnwagen innerhalb der Stadt auf. Jeder Personenwagen wurde jeweils von zwei bis drei Maultieren gezogen. Im Volksmund wurde die seitlich offenen Wagen Jardineras („Blumenkästen“) genannt.
Die Gleisanlagen wurden in der Spurweite drei englische Fuß – das entspricht 914 mm – gebaut. Die erste Linie mit rund 4,8 Kilometer verkehrte vom Plaça d'en Coll (Zentrum) zum südwestlich gelegenen Hafengebiet Porto Pi.

## Sociedad general de tranvías eléctricos interurbanos de Palma de Mallorca S.A.
1914 und mit der Gründung der Sociedad general de tranvías eléctricos interurbanos de Palma de Mallorca S.A. wurde der Betrieb mit Maultieren eingestellt und durch 42 elektrische Straßenbahntriebwagen ersetzt, die bis Ende 1958 in Betrieb blieben.
1959 wurde der Straßenbahnbetrieb aufgegeben. Mit Unterstützung der Stadtverwaltung und anderer öffentlicher Einrichtungen erfolgte der Einsatz von 53 Autobussen, die sich durch größere Kapazität und Flexibilität auszeichneten.

## Sociedad Anónima Laboral Mallorquina de Autobuses (SALMA)
1971 ging die Sociedad General de tranvías in Konkurs und die Angestellten gründeten eine Arbeitervereinigung. Die Sociedad Anónima Laboral Mallorquina de Autobuses (SALMA) übernahm den öffentlichen Personenverkehr in der Stadt und den Betrieb zwischen den anderen Orten auf Mallorca.

## Empresa Municipal de Transports Urbans de Palma de Mallorc (EMT)
1985 übernahm die Stadtverwaltung von Palma die von der Arbeitervereinigung SALMA ausgeübte öffentliche Personenbeförderung und es wurde das heutige Verkehrsunternehmen Empresa Municipal de Transports Urbans de Palma de Mallorca, SA. (EMT) gründete.
Seit ihrer Gründung widmet sich die EMT dem öffentlichen Personenverkehr in der Stadt Palma de Mallorca und zwischen Städten, mit Ursprung- oder Endstation Estació Intermodal de Palma im Zentrum der Stadt Palma. Die Stadtwerke betreiben heute ein dichtes Stadtbusnetz sowie die 2007 eröffnete Metro de Palma.